# Coupe d'Afrique des nations de football des moins de 17 ans 2005
Navigation
CAN U17 2003 CAN U17 2007
La Coupe d’Afrique des nations des moins de 17 ans 2005 est un tournoi de football organisé par la Confédération africaine de football (CAF). Elle se déroule tous les deux ans et oppose les meilleurs sélections africaines des moins de 17 ans.
L'édition 2005 a eu lieu en Gambie du 7 au 22 mai 2005 et elle a vu la victoire de la Gambie face au Ghana sur le score de un but à zéro.

## Qualifications

### Tour préliminaire
Les matchs aller du Tour Préliminaire tour se sont disputés le 27 juin 2004. Quant aux matchs retour c'est le 10 juillet 2004 qu'ils se sont déroulés. Les vainqueurs accèderont au 1er tour.
| Équipe 1                  | Score   | Équipe 2 | Aller | Retour |
| ------------------------- | ------- | -------- | ----- | ------ |
| Somalie                   | forfait | Érythrée | /     | /      |
| Rwanda                    | 1-2     | Tanzanie | 1-1   | 0-1    |
| Madagascar                | forfait | Maurice  | /     | /      |
| République centrafricaine | 3-1     | Congo    | 3-0   | 0-1    |
| Botswana                  | 2-4     | Lesotho  | 1-2   | 1-2    |
| Burundi                   | 2-1     | Namibie  | 1-1   | 1-0    |

### Premier tour
Les matchs aller du premier tour se sont disputés le 21 novembre 2004. Les matchs retour se sont déroulés le 5 décembre 2004. Les vainqueurs sont qualifiés au 2e tour.
| Équipe 1         | Score   | Équipe 2                  | Aller | Retour |
| ---------------- | ------- | ------------------------- | ----- | ------ |
| Libye            | forfait | Maroc                     | /     | /      |
| Sénégal          | 5-6     | Côte d'Ivoire             | 1-4   | 4-2    |
| Éthiopie         | forfait | Égypte                    | /     | /      |
| Ghana            | 5-2     | Tunisie                   | 3-1   | 2-1    |
| Mozambique       | 1-8     | Afrique du Sud            | 0-3   | 1-5    |
| Soudan           | 1-0     | Érythrée                  | 1-0   | 0-0    |
| Zambie           | 1-4     | Tanzanie                  | 1-2   | 0-2    |
| Zimbabwe         | forfait | Madagascar                | /     | /      |
| Mali             | 4-3     | Guinée                    | 3-1   | 1-2    |
| Gabon            | forfait | République centrafricaine | /     | /      |
| Angola           | forfait | Lesotho                   | /     | /      |
| Sierra Leone     | 1-1     | Nigeria                   | 1-1   | 0-0    |
| RD Congo -17 ans | forfait | Burundi                   | /     | /      |
| Cameroun         | 2-2     | Burkina Faso              | 2-1   | 0-1    |

### Deuxième tour
Les vainqueurs accèderont à la phase finale sur deux matchs (aller/retour).
| Équipe 1       | Score | Équipe 2                  | Aller | Retour |
| -------------- | ----- | ------------------------- | ----- | ------ |
| Maroc          | 0-3   | Côte d'Ivoire             | 0-2   | 0-1    |
| Éthiopie       | 1-0   | Ghana                     | 2-1   | 0-3    |
| Afrique du Sud | 8-0   | Soudan                    | 5-0   | 3-0    |
| Tanzanie       | 4-1*  | Zimbabwe                  | 3-1   | 1-0    |
| Mali           | 4-1   | République centrafricaine | 3-0   | 1-1    |
| Angola         | 1-6   | Nigeria                   | 1-3   | 0-3    |
| Burundi        | 3-5   | Burkina Faso              | 2-0   | 1-5    |

- Le 28 janvier, la Tanzanie fut disqualifiée pour le tournoi final après avoir aligné un joueur, Nurdin Bakari contre le Rwanda et la Zambie. La fédération affirmait que le joueur était né en 1988 mais son club de Simba SC donnait une information différente (1983). Par conséquent, c'est le Zimbabwe qui remplace la Tanzanie lors de la phase finale.

## Participants à la phase finale
- Afrique du Sud
- Burkina Faso
- Côte d'Ivoire
- Gambie (pays-hôte)
- Ghana
- Mali
- Nigeria
- Zimbabwe (en remplacement de la  Tanzanie)

### Phase finale

#### Groupe A
| Rang | Équipe       | Pts | J | G | N | P | Bp | Bc | Diff |
| ---- | ------------ | --- | - | - | - | - | -- | -- | ---- |
| 1    | Ghana        | 6   | 3 | 2 | 0 | 1 | 5  | 4  | +1   |
| 2    | Gambie       | 6   | 3 | 2 | 0 | 1 | 4  | 3  | +1   |
| 3    | Mali         | 3   | 3 | 1 | 0 | 2 | 7  | 7  | 0    |
| 4    | Burkina Faso | 3   | 3 | 1 | 0 | 2 | 3  | 5  | -2   |

#### Groupe B
| Rang | Équipe         | Pts | J | G | N | P | Bp | Bc | Diff |
| ---- | -------------- | --- | - | - | - | - | -- | -- | ---- |
| 1    | Afrique du Sud | 7   | 3 | 2 | 1 | 0 | 7  | 3  | +4   |
| 2    | Côte d'Ivoire  | 6   | 3 | 2 | 0 | 1 | 5  | 3  | +2   |
| 3    | Nigeria        | 4   | 3 | 1 | 1 | 1 | 8  | 6  | +2   |
| 4    | Zimbabwe       | 0   | 3 | 0 | 0 | 3 | 2  | 10 | -8   |

### Carré final

#### Demi-finales
| 1/2 finale  | Ghana | 2-0 ap | Côte d'Ivoire |  |
| 17 mai 2005 |       |        |               |  |

| 1/2 finale  | Afrique du Sud | 1-2 | Gambie |  |
| 17 mai 2005 |                |     |        |  |

#### Match pour la troisième place
| Match pour la 3e place | Côte d'Ivoire | 1-0 | Afrique du Sud |  |
| 21 mai 2005            |               |     |                |  |

#### Finale
| Finale      | Ghana | 0-1 | Gambie |  |
| 22 mai 2005 |       |     |        |  |

## Résultat
| Vainqueur CAN U17 2005 Gambie 1er titre |

## Sélections qualifiées pour la coupe du monde U17
Les trois nations africaines qualifiées pour la coupe du monde de football des moins de 17 ans 2005 au Pérou sont : 
- Gambie
- Ghana
- Côte d'Ivoire